# Avshalom Haviv
Avshalom Haviv (in ebraico: אבשלום חביב; Haifa, 18 giugno 1926 – Carcere di San Giovanni d'Acri, 29 luglio 1947) è stato membro dell'Irgun, ebbe parte attiva nell'attacco alla prigione di Acri , episodio che inferse una ferita profonda al prestigio britannico e fu dagli stessi Inglesi definito un capolavoro strategico..
Nato a Haifa,si trasferì ancora bambino a Gerusalemme insieme alla sua famiglia.
Si unì ai ranghi dell'Irgun mentre frequentava la scuola superiore. Terminato il liceo, servì per un anno nelle file del Palmach (unità d'élite dell'Haganah) per poter continuare i suoi studi presso l'Università Ebraica di Gerusalemme. Quando tornò a Gerusalemme, si iscrisse alla facoltà di Lettere e Filosofia ed entrò a far parte dell'unità combattente dell'Irgun.
Nella sua unità, ebbe ruolo attivo nella conduzione di diverse operazioni rischiose contro gli Inglesi, come il bombardamento del Club Ufficiali Goldschmidt.
Nell'attacco alla prigione di San Giovanni D'Acri, il 4 maggio 1947, Haviv comandò la forza incaricata di coprire l'avanzata degli irruttori, insieme a Yaakov Weiss e Meir Nakar. Durante tutto il corso della battaglia continuò a combattere e a coprire la ritirata dei fuggitivi e finì per essere catturato dalle forze britanniche. I tre militanti furono portati davanti al tribunale militare e condannati a morte. Il 29 luglio, 1947 Avshalom Haviv fu impiccato nella prigione di San Giovanni D'Acri insieme con i suoi due compagni Weiss e Nakar. Aveva 21 anni quando morì.

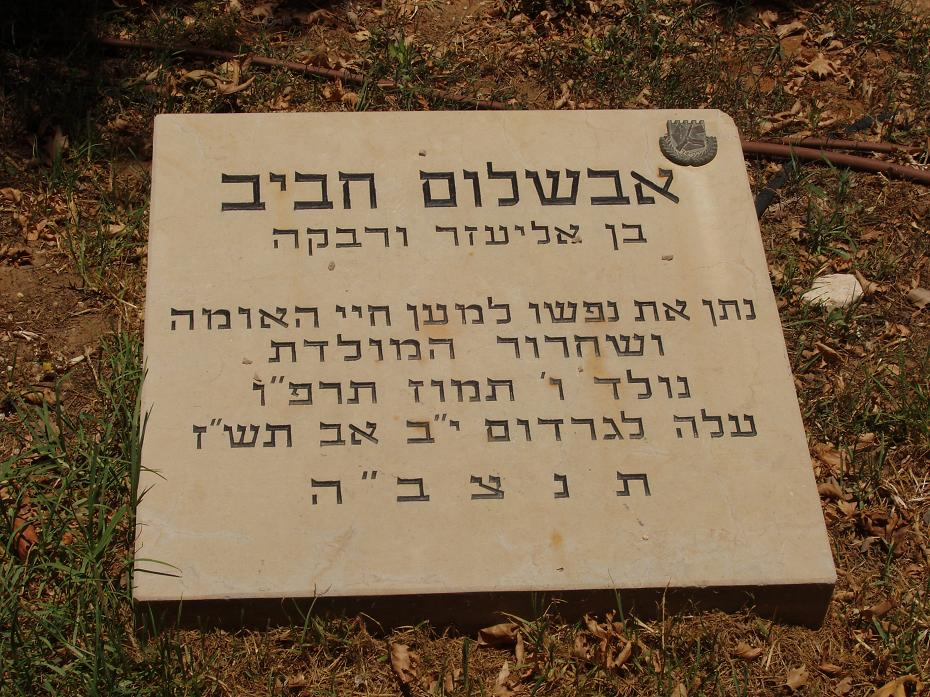
Lapide in memoria di Avshalom Haviv